# Hyderabad FC
Hyderabad FC is een voetbalclub uit India, die vanaf oktober 2014 uitkomt in de Indian Super League. De club werd in 2014 opgericht als FC Pune City en was eigendom van model Salman Khan en werkte samen met ACF Fiorentina. De zogenaamde 'marquee speler' van de club is David Trezeguet. Andere bekende spelers van de club waren Bruno Cirillo, Emanuele Belardi, Saïdou Panandétiguiri en Eiður Guðjohnsen. De club speelde in het Balewadi Stadium in Pune dat plaats biedt aan 35.000 toeschouwers.
In 2019 ging de club failliet. De licentie werd verkocht en de club werd voortgezet in Haiderabad als Hyderabad FC. In het seizoen 2021/22 won Hyderabad FC de Indian Super League.

## Erelijst
- Indian Super League: 2021/22

## Bekende (oud-)spelers
- Roland Alberg
- Emiliano Alfaro
- Emanuele Belardi
- Bruno Cirillo
- Iván Bolado Palacios
- John Goossens
- Eiður Guðjohnsen
- Laxmikant Kattimani
- Kostas Katsouranis
- Daniele Magliocchetti
- Adrian Mutu
- Bartholomew Ogbeche
- Manuel Ortiz Toribio
- Saïdou Panandétiguiri
- Jermaine Pennant
- Kalu Uche
- Omar Andrés Rodríguez
- Tuncay Şanlı
- Javier Siverio
- Mohamed Sissoko
- David Trezeguet
- Krisztián Vadócz
- João Victor
- Wesley Verhoek
- Didier Zokora
- Marcelinho Leite Pereira

## Bekende (oud-)trainers
- Phil Brown
- Franco Colomba
- David Platt

ATK Mohun Bagan ·
Bengaluru ·
Chennaiyin ·
East Bengal ·
Goa ·
Hyderabad ·
Jamshedpur ·
Kerala Blasters ·
Mumbai City ·
NorthEast United ·
Odisha